# Búi cây
Búi cây (danh pháp khoa học: Mastixia arborea) là một loài thực vật thuộc họ Cornaceae. Loài này có ở Ấn Độ và Sri Lanka.

## Hình ảnh

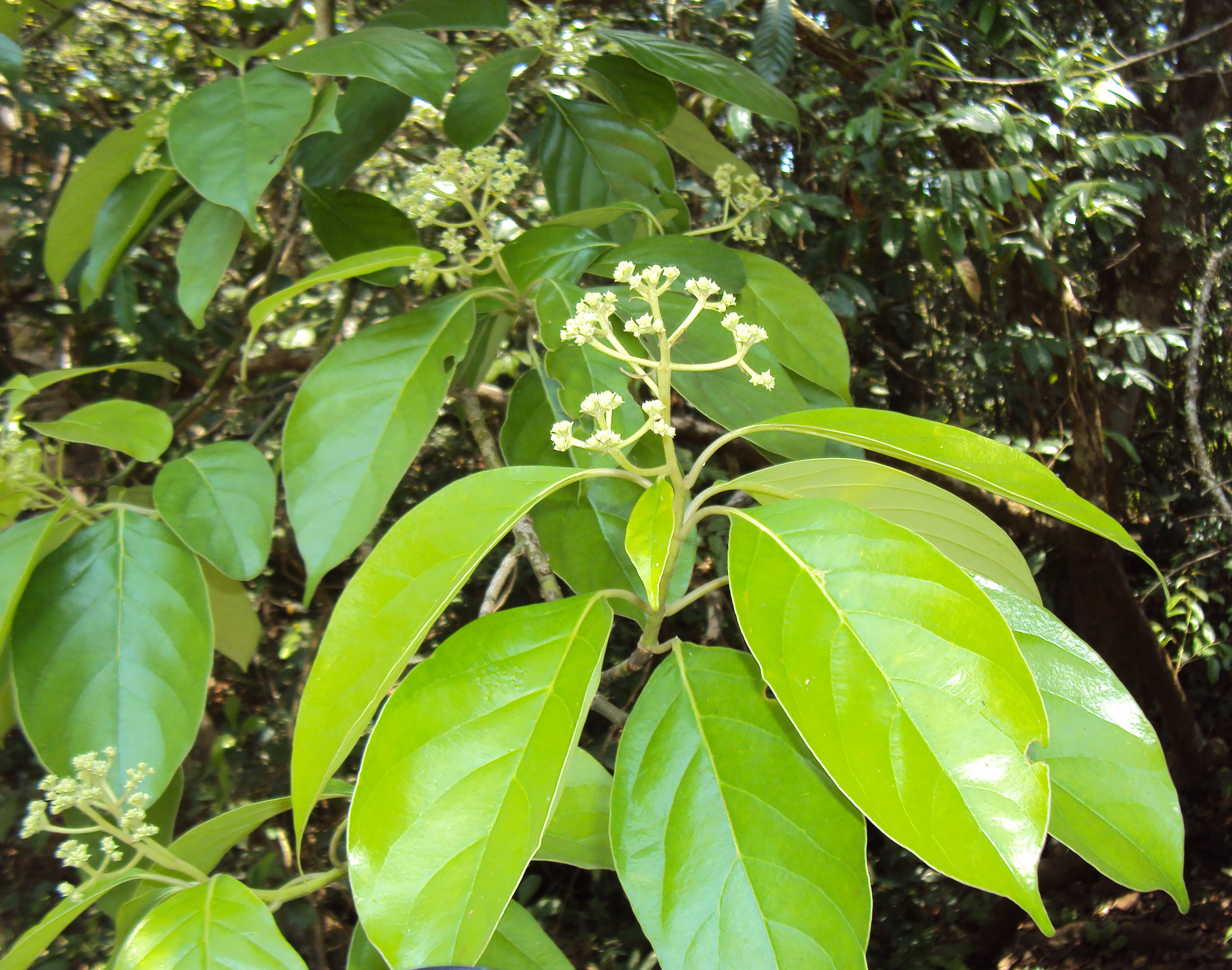
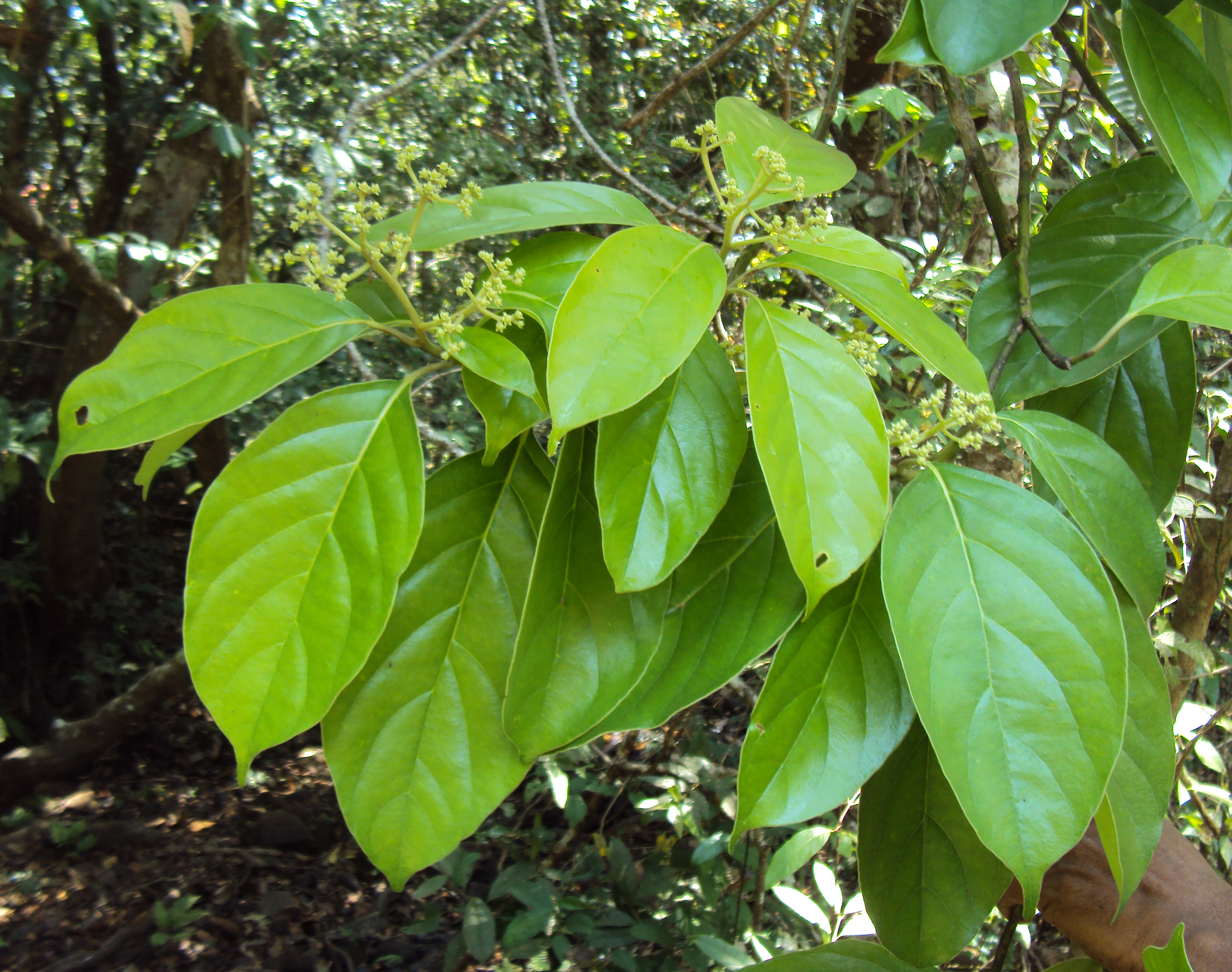
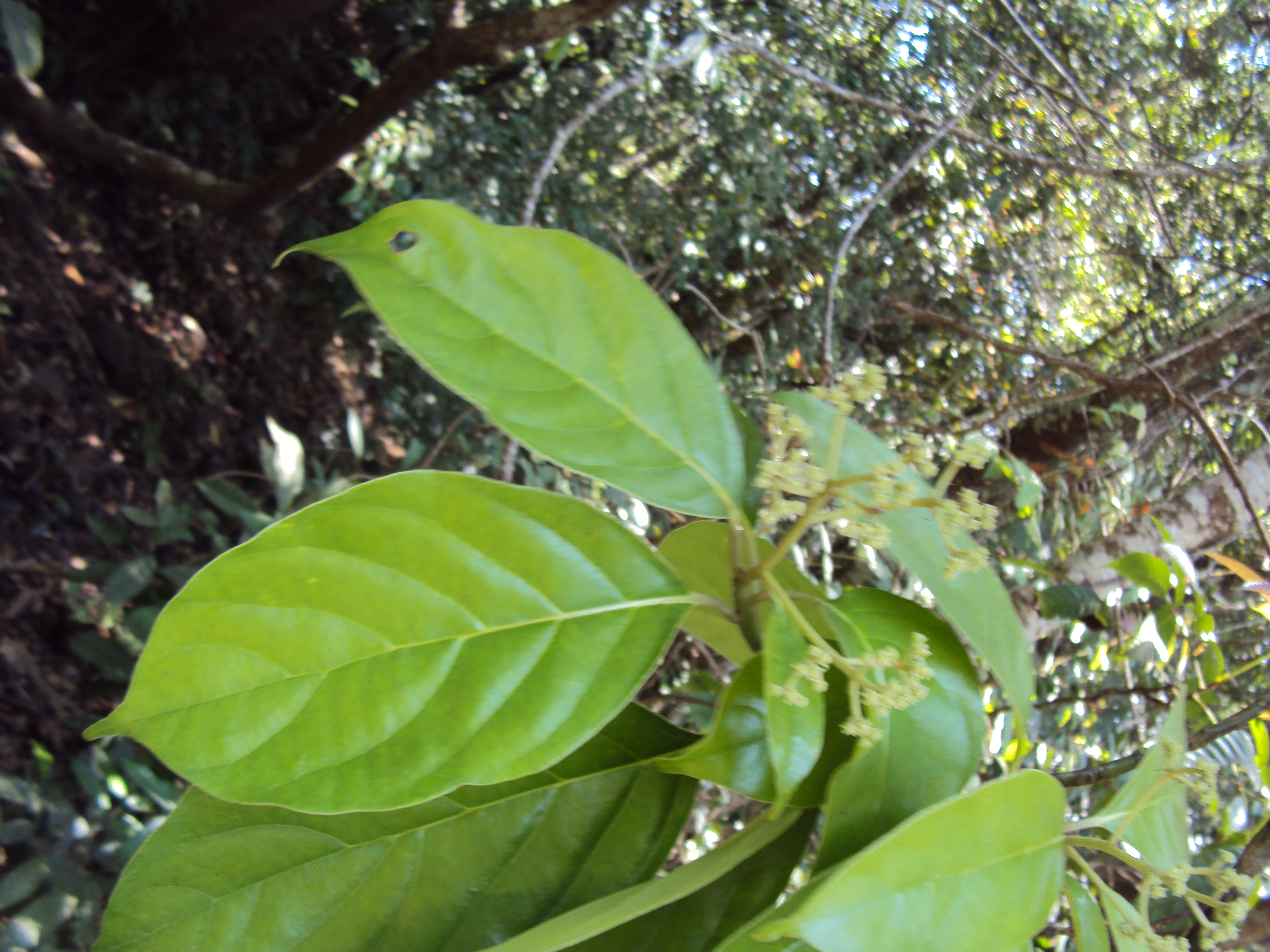
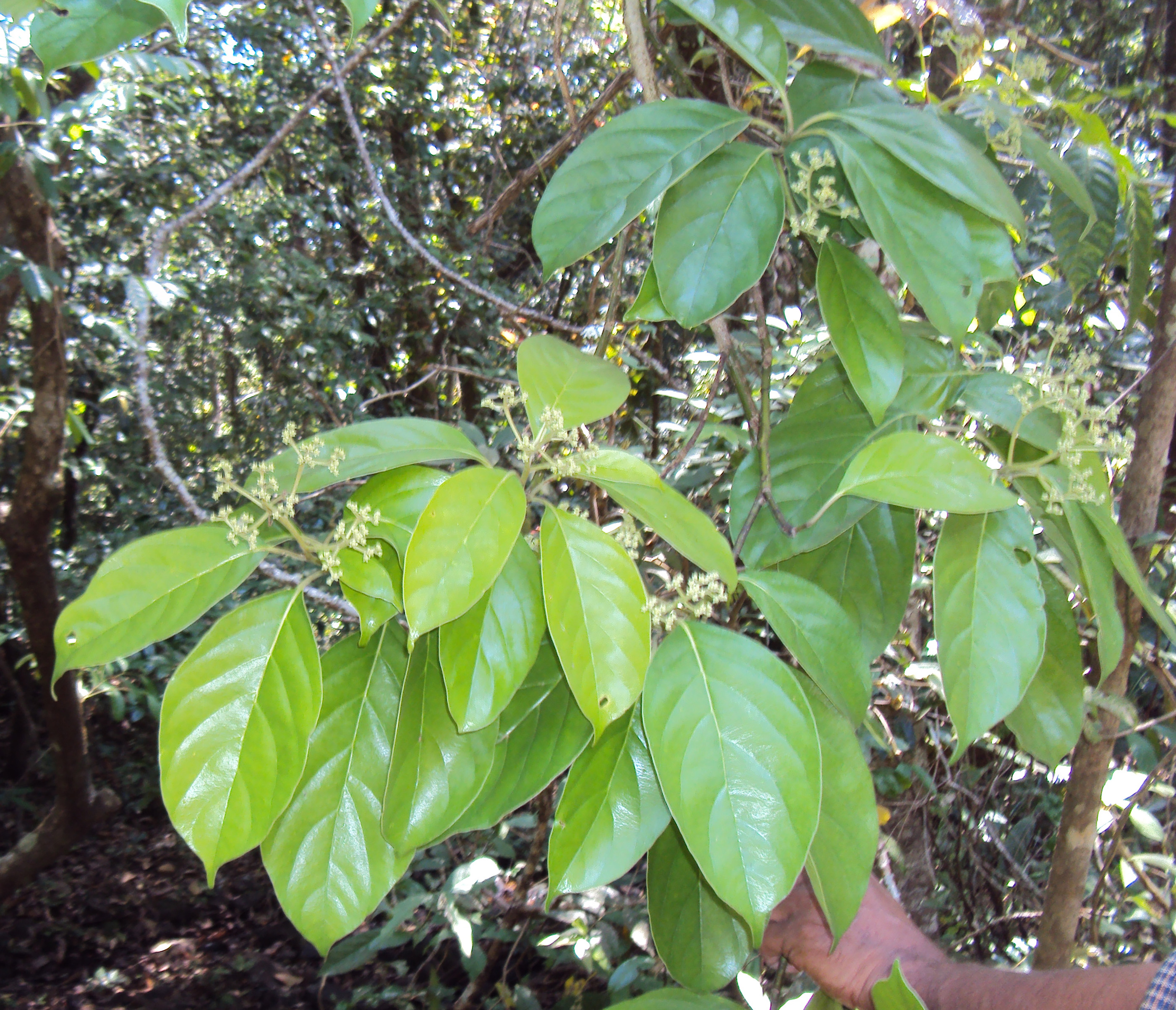